# Торі Лейн
Торі Лейн (англ. Tory Lane, справжнє ім'я Ліза Ніколь Пясецькі (англ. Lisa Nicole Piasecki); нар. 30 вересня 1982, Форт-Лодердейл, Флорида, США) — американська порноакторка. 

## Біографія
Народилася у Форт-Лодердейл, штат Флорида, США. У дитинстві займалася класичним балетом, а після закінчення школи навчалася в Бровардському соціальному коледжі. Тоді ж працювала бартендеркою в клубі, продавчинею в книжковому магазині, танцюристкою в стриптиз-барах.
У 2004 році підписала контракт з порностудією «LA Direct» і знялася в  порнофільмі «Suze Randall's The Young & The Raunchy».
У 2005 році одружилася з порноактором Ріком Шемелессом, через кілька місяців розлучилася.
У 2006 році стала фіналісткою другого сезону реаліті-шоу «Playboy TV». У травні 2007 року підписала дворічний контракт з порностудією «Sin City», в 2008 році розірвала угоду.

## Фільмографія
- kLa's asshole (2009)
- Breast Seller (2007)
- About Face P.O.V. (2006)
- Anal Violations 2 (2006)
- American Bi (2006)
- Ass Lovers 1 (2006)
- Assploitations 7 & 8 (2006)
- Belladonna's Fucking Girls (2006)
- Big Rack Attack 2 (2006)
- Big Titty Christmas (2006)
- Bra Bustin & Deep Thrustin (2006)
- Curse Eternal (2006)
- Never Ending Lesbians (2006)
- Unnatural Sex # 19 (2006)
- Dezs Dirty Weekend (2005)
- Different Point Of View (2005)
- Jenna Does Carmen (2005)
- Lesbian Centerfolds (2005)
- Lewd Conduct 24 (2005)
- Wet Dreams Cum True # 4 (2005)
- Weapons Of Ass Destruction (2005)

## Нагороди
- 2009 : AVN Award — Найкраща POV-сцена — Double Vision 2 (2008)
- 2009 : AVN Award — Найкраща сцена втрьох — Filth Cums First 3 (2007)
- 2008 : AVN Award — Найкраща акторка — Video — Outkast (2007)
- 2008 : AVN Award — Найкраща анальна сцена — Flesh Hunter 9 (2006)
- 2008 : AVN Award — Найкраща групова сцена — The Good, the Bad & the Slutty (2006)
- 2017: включена до Зали слави AVN.[4]
- 2007 : AVN Award — Найкраща групова сцена — Clusterfuck 5 (2006)
- 2007 : AVN Award — Найкраще виконання Illegal Ass (2006)
- 2007 : AVN Award — Найкраща оральна сцена — Gag Factor 21 (2006)
- 2007 : AVN Award — Найкраща лесбійська сцена — Belladonna: No Warning 2 (2006)
- 2007 : AVN Award — Найжорстокіша сцена — Twisted as Fuck (2006)
- 2007 : AVN Award — Найкраща POV-сцена, About Face 3 (2007)
- 2007 : AVN Award — Старлетка року
- 2007 : F.A.M.E. Awards — улюблена виконавиця орального сексу
- 2007 : F.A.M.E. Awards — улюблена виконавиця анального сексу
- 2006 : AVN Award — Найкраща нова старлетка
- 2006 : AVN Award — Найкраща групова сцена — ATM City 2 (2005)
- 2006 : XRCO Award — Виконавиця року